# Tomasz Witkowski
Tomasz Witkowski (* 1963 Polsko) je polský psycholog, skeptik a vědecký spisovatel. Je známý díky nekonvenčním kampaním proti pseudovědě.
Specializuje se na odhalování pseudovědy, zejména v oblasti psychologie, psychoterapie a diagnostiky. Witkowski se také zapojuje do diskusí o tématech souvisejících s pseudovědou s důrazem na vědecký skepticismus.

## Životopis
Witkowski studoval psychologii na Vratislavské univerzitě, kde promoval v roce 1988. Po absolvování pracoval deset let jako odborný asistent na téže univerzitě. Doktorský titul z psychologie získal v roce 1995.
Kromě svých učitelských povinností na Vratislavské univerzitě získal Witkowski stipendium na Univerzitě v Bielefeldu v roce 1993. Poté pracoval jako výzkumný pracovník na Univerzitě v Hildesheimu v roce 1997. Poté, co opustil Vratislavskou univerzitu pracoval v letech 2004-2007 na Univerzitě sociálních a humanitních věd ve Varšavě. Založil organizaci Klub Sceptyków Polskich (polský klub skeptiků).
Witkowski je autorem několika knih, více než čtyřiceti vědeckých článků a více než sta populárně-vědeckých článků. Jeho vědecké články byly publikovány v předních časopisech, včetně British Journal of Social Psychology, Polish Psychological Bulletin, Journal of Social Psychology nebo Skeptical Inquirer. Dvě z jeho knih byly publikovány i v angličtině: Psychology Led Astray: Cargo Cult in Science and Therapy (2016) a Psychology Gone Wrong: The Dark Sides of Science and Therapy (spoluautor Maciej Zatonski, 2015). Obě byly vydány nakladatelstvím BrownWalker Press.
Witkowski je často kontaktováni médii aby komentoval údajné podvody a zneužívání v oblasti psychologie, psychoterapie a dalších oblastech vědecké činnosti.
Je držitelem ocenění Racionalista roku, udělovaného organizací Polskie Stowarzyszenie Racjonalistów (polská společnost racionalistů).

### Sokalův hoax
V roce 2007 zopakoval Witkowski Sokalův hoax. Podařilo se mu publikovat článek o morfické rezonanci v psychologickém časopisu Charaktery. Většina "faktů" v článku byla zcela nepravdivá. Redakce časopisu kontrolovala data a aktivně "pomáhala" k sepsání článku, tím, že k němu navrhla přidat pirátské výňatky ze staré recenze práce Ruperta Sheldrakea. Hoax získal publicitu od Nadace pro vzdělání Jamese Randiho, stejně jako od dalších vědeckých bloggerů.

### KampaňPsychologie je věda, ne čarodějnictví

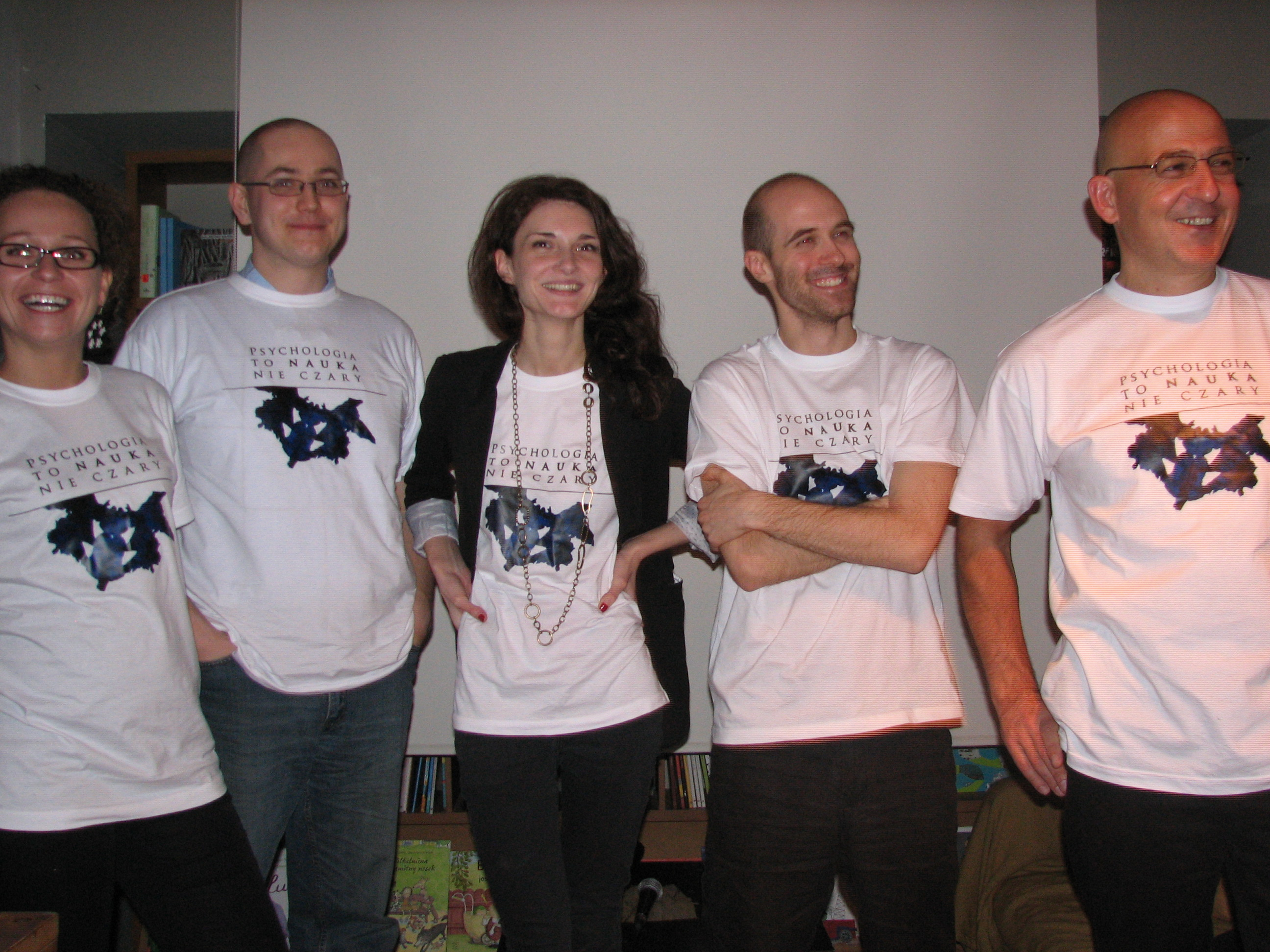
Witkowski (vpravo) a další skeptici v roce 2012 protestují proti zneužívání v psychologii.

V březnu 2012 zorganizovali Witkowski a jeho kolegové z polského klubu skeptiků kampaň nazvanou "Psychologie je věda, ne čarodějnictví." Kampaň byla zaměřená na propagaci představy, že mnohoprojektivní diagnostické testy mají špatnou nebo žádnou platnost. Kampaň měla za cíl rovněž vyvolat zájem mezi profesionálními psychology, kteří stále používají tyto testy v klinické diagnostice nebo při soudních řízeních. Informace o kampani byly zveřejněny hlavními celostátními deníky, novinami a rozhlasovými stanicemi, stejně jako na největších polských Internetových portálech.
Více než 140 lidí z devíti velkých nevládních organizací se zúčastnilo čtyřdenního protestu. Vědci, přednášející a studenti nosili trička s kaňkou inkoustu známou z Rorschachova testu a sloganem kampaně na vysokých školách, pracovištích i na ulicích. V rámci kampaně proběhla také řadu otevřených přednášek a dalších akcí.

### Názory
Witkowski je zarytý kritik vědecké platnosti pojmů, jako je neurolingvistické programování, syndrom dospělých dětí alkoholiků, a projektivní testy.

## Práce

### Významné články v časopisech
- Witkowski, T., & Stiensmeier-Pelster, J. (1998) Performance Deficits following Failure: Learned Helplessness or Self-esteem Protection? British Journal of Social Psychology. 37, 59-71.
- Tomasz Witkowski: Thirty-Five Years of Research on Neuro-Linguistic Programmin. NLP Research Data Base. State of the Art or Pseudoscientific Decoration?, Polish Psychological Bulletin, 2010, vol 41 (2), s. 58-66.
- Witkowski, T., (2010) History of the Open Letter in Defence of Reason. Sceptical Inquirer, 34.
- Tomasz Witkowski: Psychological Sokal-style hoax, The Scientific Review of Mental Health Practices, 2011, vol. 8 (1), s. 50-60.
- Tomasz Witkowski: A Review of Research Findings on Neuro-Linguistic Programming, The Scientific Review of Mental Health Practice, 2012, vol. 9 (1), s. 29-40.
- Witkowski, T., & Zatonski, M. (2013). The ‘Psychology is Science not Witchcraft’ Campaign. Skeptical Inquirer, 57(4), 50-53.
- Tomasz Witkowski, Maciej Zatoński: In Twenty-First-Century Europe Public Prosecutor Appoints Clairvoyant as Expert Witness, Skeptical Inquirer, September/October 2013, s. 7.
- Witkowski, T. (2013). Letter to Editor. Polish Psychological Bulletin, 44(4), 462-464.

### Knihy
- Psychology Gone Wrong: The Dark Sides of Science and Therapy Boca Raton, FL: BrownWalker Press, (2015)
- Psychology Led Astray: Cargo Cult in Science and Therapy, Boca Raton, FL: BrownWalker Press, (2016)

#### V polštině
- Psychologia konfliktów. Praktyka radzenia sobie ze sporami (1995)
- Nowoczesne metody doboru i oceny personelu ed., (1998)
- Psychomanipulacje. Jak je rozpoznawać i jak sobie z nimi radzić (2000)
- Psychologia kłamstwa. Motywy, strategie, narzędzia (2002)
- Podręcznik trenera  (2004)
- Inteligencja makiaweliczna. Rzecz o pochodzeniu natury ludzkiej (2005)
- Dobór personelu. Koncepcje, narzędzia, konteksty ed., (2007)
- Psychologia dla trenerów (2008)
- Zakazana psychologia. Tom pierwszy (2009)
- Zakazana psychologia. Tom drugi (2013)

### Významná veřejná vystoupení

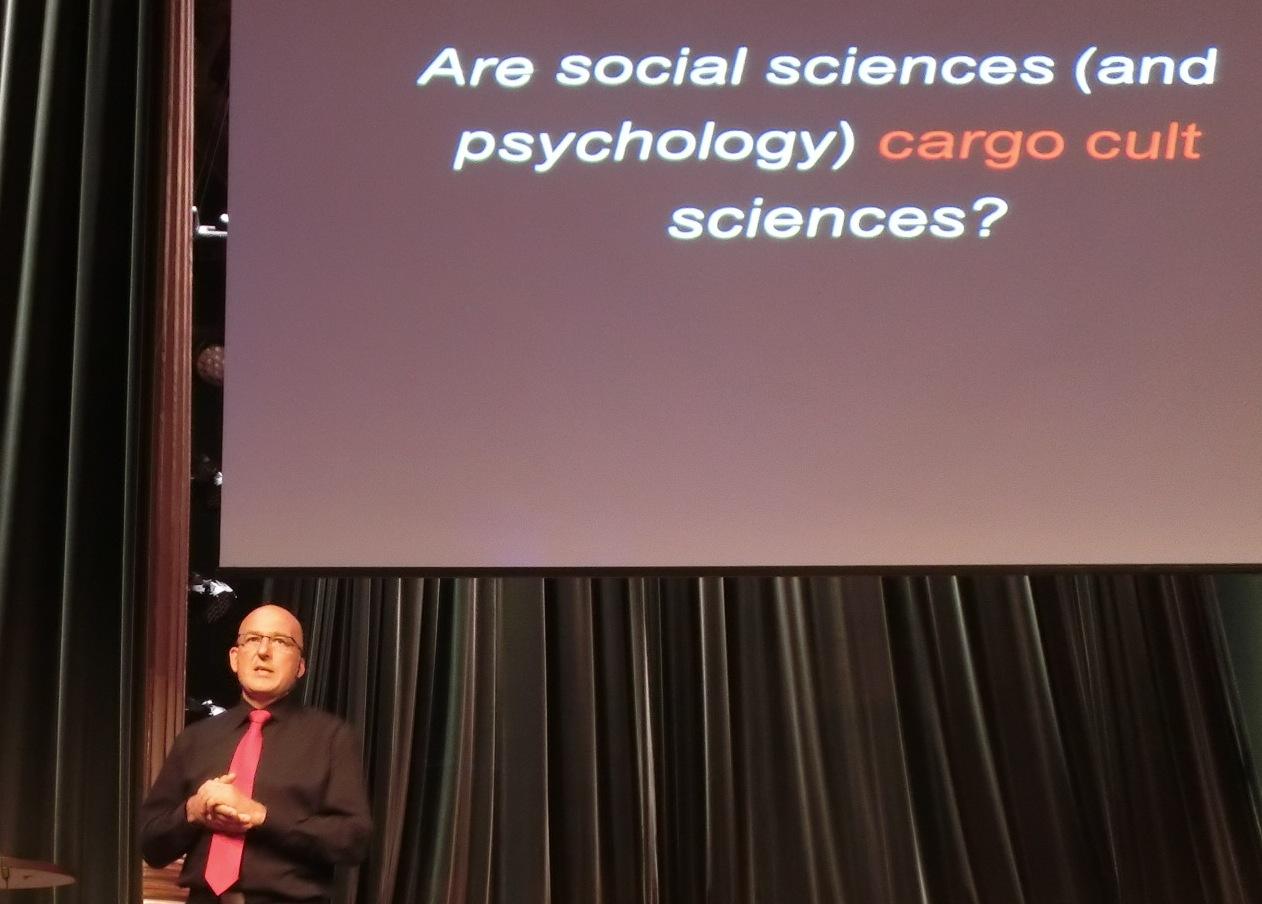
Tomasz Witkowski přednáší na 15. Evropském skeptickém kongresu 2013.

- Witkowski, T. (Srpen, 2013). Je psychologie Cargo Kult vědy? 15. Evropský skeptický kongres ve Stockholmu, Švédsko. video
- Witkowski, T., (Květen 2012) Pseudovědy ve výuce psychologie. Nejnebezpečnější mýty, podvody a městské legendy. VI. Světový Kongres Skeptiků, Berlín.
- Witkowski, T., (září 2010) Módní nesmysl stále v módě. Psychologický Sokalův styl hoaxu. XIV. Evropský skeptický kongres, Budapešť.